# 上月パーキングエリア
上月パーキングエリア（こうづきパーキングエリア）は兵庫県佐用郡佐用町本郷の中国自動車道上にあるパーキングエリア。
2014年（平成26年）7月1日から売店の運営事業者が上下線とも岡山ルートサービスに変更となった。

## 道路
- E2A 中国自動車道

## 施設

### 上り線（大阪方面）
2019年（平成31年）2月6日にリニューアルオープンした。
- 駐車場
  - 大型9台
  - 小型47台
  - 二輪4台
  - 車椅子用駐車場有
- トイレ
  - 男性 大2（和式0・洋式2）・小5
  - 女性 5（和式1・洋式4）
  - 車椅子用　1
- スナック（8:00 - 20:00）
- ショッピング（8:00 - 20:00）
- 自動販売機
- 携帯電話充電器（8:00 - 20:00）
- バス停留所（中国上月）

### 下り線（広島方面）
- 駐車場
  - 大型10台
  - 小型41台
  - 二輪4台
  - 車椅子用駐車場有
- トイレ
  - 男性 大2（和式0・洋式2）・小5
  - 女性 5（和式1・洋式4）
  - 車椅子用　1
- スナック（8:00 - 20:00）
- ショッピング（8:00 - 20:00）
- 自動販売機
- 携帯電話充電器（8:00 - 20:00）
- バス停留所（中国上月）

## 上月バスストップ
バス事業者は中国上月（ちゅうごくこうづき）という呼称を使用している。

### 停車する路線
| のりば | 愛称               | 会社名                 | 行先                                              | 備考       |
| ------ | ------------------ | ---------------------- | ------------------------------------------------- | ---------- |
| 上り線 | 中国ハイウェイバス | 西日本JRバス・神姫バス | 大阪（新大阪駅・大阪駅JR高速バスターミナル・USJ） | 急行便のみ |
| 下り線 | 中国ハイウェイバス | 西日本JRバス・神姫バス | 津山（津山駅）                                    | 急行便のみ |

### かつて停車していた路線
以下の路線は2015年3月をもって休止。
- 神戸 - 津山線（西日本JRバス）
  - 新神戸・三宮・神戸三田プレミアム・アウトレット - 津山

## 隣
E2A 中国自動車道
(11) 佐用IC/BS - 上月PA/BS - (11-1) 作東IC - 作東BS